# Monte Terminilletto
Il Monte Terminilletto (2.104 m s.l.m.) è un rilievo dei Monti Reatini che si trova nel Lazio, nella provincia di Rieti, tra i comuni di Micigliano, Rieti e Cantalice. Fa parte del gruppo del Monte Terminillo (versante ovest del massiccio) e sulla sua cima sorge il Rifugio Massimo Rinaldi. Può essere considerata l'anticima della vetta del Terminillo assieme alla Cresta Sassetelli.

## Descrizione
Più in basso a ovest è posto il Monte Terminilluccio, mentre ad est svetta la cima del Terminillo e la Cresta Sassetelli. Il monte, completamente spoglio di vegetazione e dai ripidi pendii, era nei decenni passati il punto più alto del comprensorio sciistico del Terminillo (ora posto sul Monte Terminilluccio) con l'arrivo di una seggiovia che partiva da Rialto Terminillo, prima della sua dismissione/abbandono. La visuale dalla cima spazia su tutta la Sabina, la piana di Rieti, le cime del Terminillo, il vicino Monte Elefante, a sud i gruppi montuosi del Monte Giano e del Monte Nuria, fino al Velino-Sirente e il Monte Amiata a nord-ovest.

## Galleria d'immagini

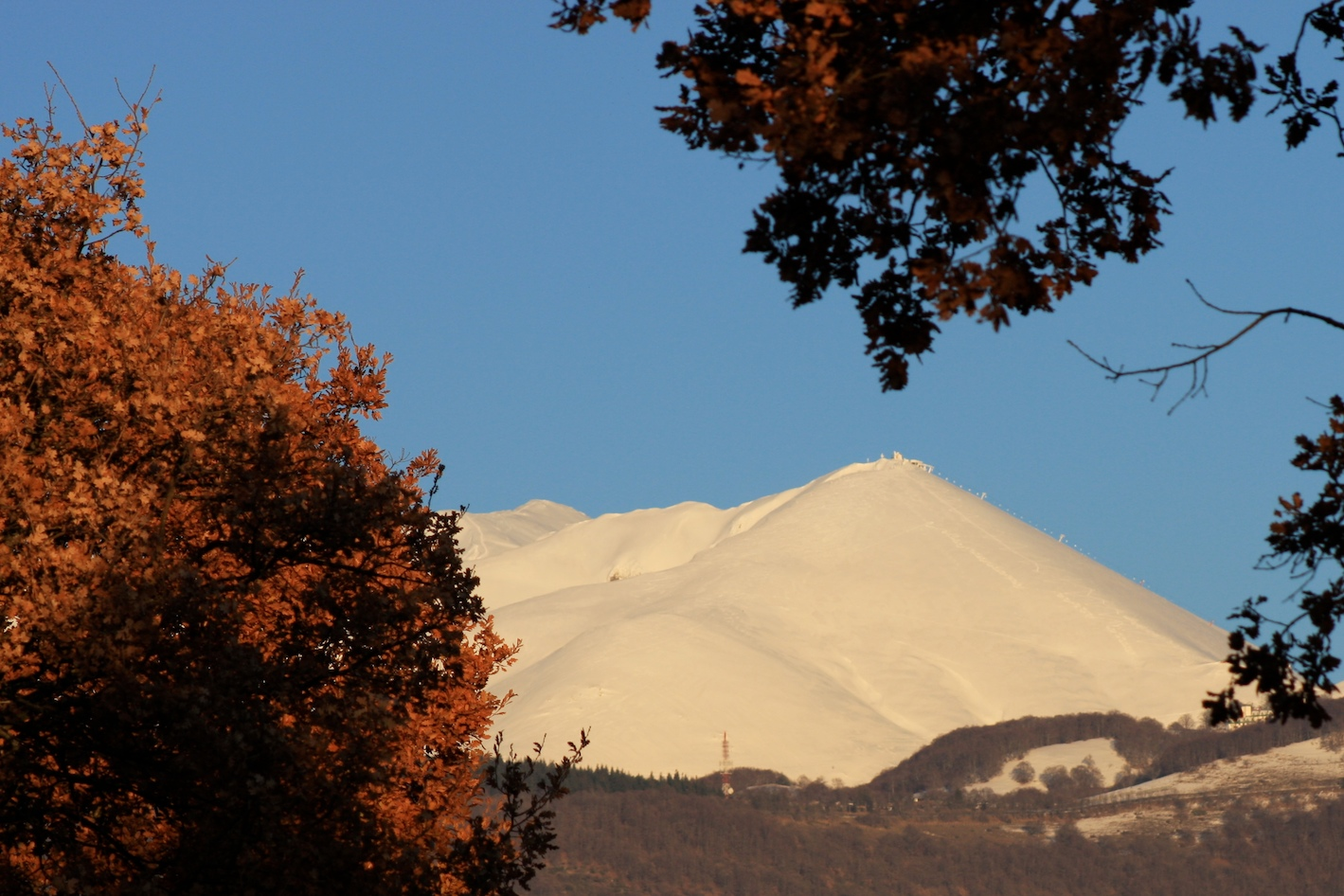
Il Monte Terminilletto
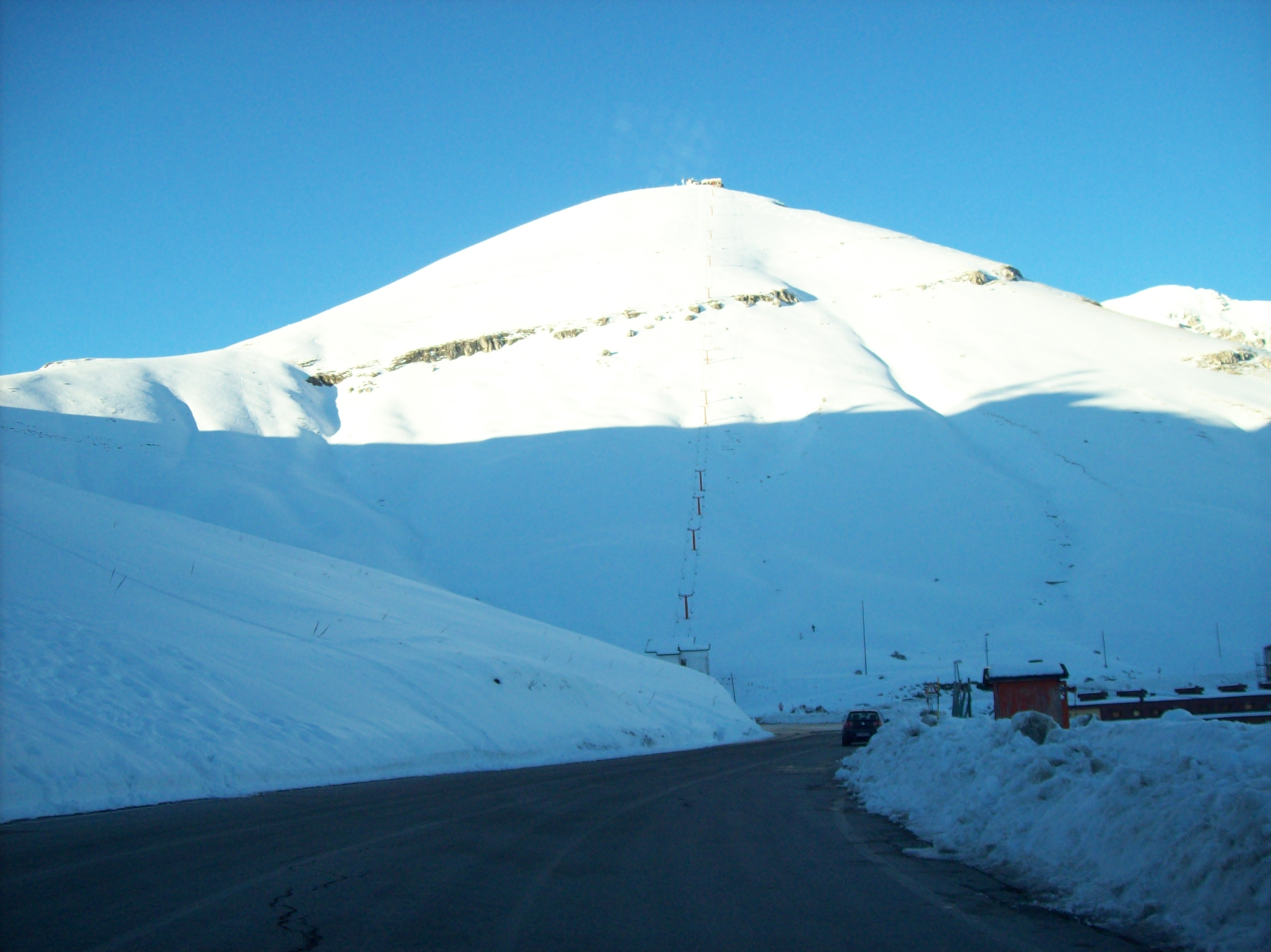
Il Monte visto da Rialto Terminillo
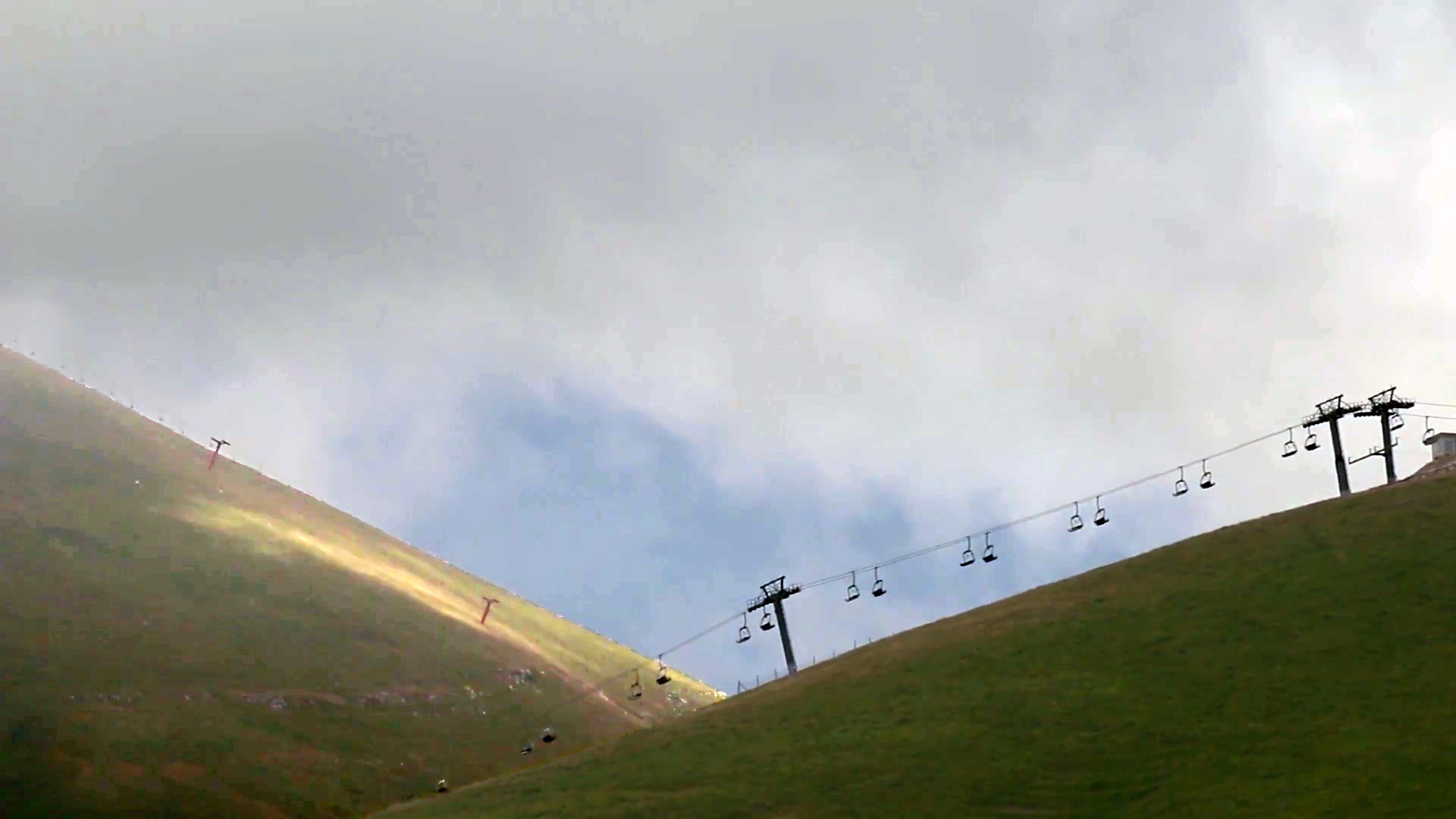
Seggiovia dismessa del Monte Terminilletto (sullo sfondo)